# Velden (Vils)
Velden er en købstad (markt) i Landkreis Landshut, i regierungsbezirk Niederbayern i den tyske delstat Bayern. Den er administrationsby for Verwaltungsgemeinschaft Velden.

## Geografi
Velden ligger ved floden Große Vils i en afstand af ca. 64 km fra München og 28 km fra Landshut.
Ved områdereformerne 1972-1978 blev de tidligere selvstændige kommuner Babing, Ruprechtsberg, Eberspoint und Teile von Vilslern, Neufraunhofen og Holzhausen indlemmet i Velden.

### Nabokommuner
- Buchbach
- Dorfen
- Geisenhausen
- Neufraunhofen
- Taufkirchen (Vils)
- Vilsbiburg
- Wurmsham

### Trafik
Velden ligger ved Bundesstraße 388 mellem München og Passau. En jernbane fra Velden over Taufkirchen til Dorfen, blev nedlagt i 1994. Den nedlagte jernbane er nu ombygget til en cykel- og vandrevej.